# Battles (In Flames)
Battles è il dodicesimo album in studio del gruppo musicale svedese In Flames, pubblicato dalla Eleven Seven Music in Nord America e dalla Nuclear Blast nel resto del mondo nel 2016.
È l'ultimo album in cui è presente il bassista Peter Iwers, e il primo con il batterista Joe Rickard, precedentemente nei Red.

## Tracce
Testi e musiche di Anders Fridén, Björn Gelotte e Howard Benson, eccetto dove indicato.
1. Drained – 4:06 (Fridén, Gelotte, Benson, Niclas Engelin, James Michael)
2. The End – 3:58 (Fridén, Gelotte, Benson, Engelin)
3. Like Sand – 3:43 (Fridén, Gelotte, Benson, Sean Bowe, Engelin, Bob Marlette, Lenny Skolnik)
4. The Truth – 3:04 (Fridén, Gelotte, Benson, Bowe, Skolnik)
5. In My Room – 3:25
6. Before I Fall – 3:27 (Fridén, Gelotte, Benson, Zac Maloy)
7. Through My Eyes – 3:50 (Fridén, Gelotte, Benson, Bowe, Skolnik)
8. Battles – 2:58
9. Here Until Forever – 4:19 (Fridén, Gelotte, Benson, Engelin)
10. Underneath My Skin – 3:30 (Fridén, Gelotte, Benson, Bowe, Skolnik)
11. Wallflower – 7:06 (Fridén, Gelotte, Benson, Engelin)
12. Save Me – 4:12

Tracce bonus (presenti in tutte le edizioni dell'album)
1. Greatest Greed – 4:09 (Fridén, Gelotte, Benson, Engelin)
2. Us Against the World – 3:40

Traccia bonus nell'edizione giapponese
1. Here Until Forever (Alternate Version) – 3:58 (Fridén, Gelotte, Benson, Engelin)

## Formazione
Gruppo
- Anders Fridén – voce
- Björn Gelotte – chitarra
- Niclas Engelin – chitarra
- Peter Iwers – basso
- Joe Rickard – batteria

Altri musicisti
- Örjan Örnkloo – tastiera, programmazione
- Marc Vangool – pedal steel guitar